# Planetary
Planetary ist eine US-amerikanische Comic-Maxiserie von Comicautor Warren Ellis und Comiczeichner John Cassaday aus dem Wildstorm-Verlag.
Planetary ist von Autor Warren Ellis fest ins Wildstorm-Universum eingebunden worden. Da die Serie auch vielfach in der Vergangenheit spielt, war daher viel Feingefühl vonnöten, um nicht in die Kontinuität der anderen Serien einzugreifen. Immer wieder gibt es Überschneidungen mit anderen Serien, etwa ein Crossover mit The Authority. Deren Anführerin Jenny Sparks ist direkt oder indirekt auch mehrfach an anderen Stellen der Serie präsent und auch andere Figuren des Wildstorm-Universums treten – meist indirekt – auf. Man könnte die Agenten der Planetary sogar als Beobachter, als Dokumentaristen der Aktivitäten der anderen Superwesen im Wildstorm-Universum beschreiben. Dabei bleiben sie allerdings im Allgemeinen im Hintergrund während die anderen Figuren agieren.

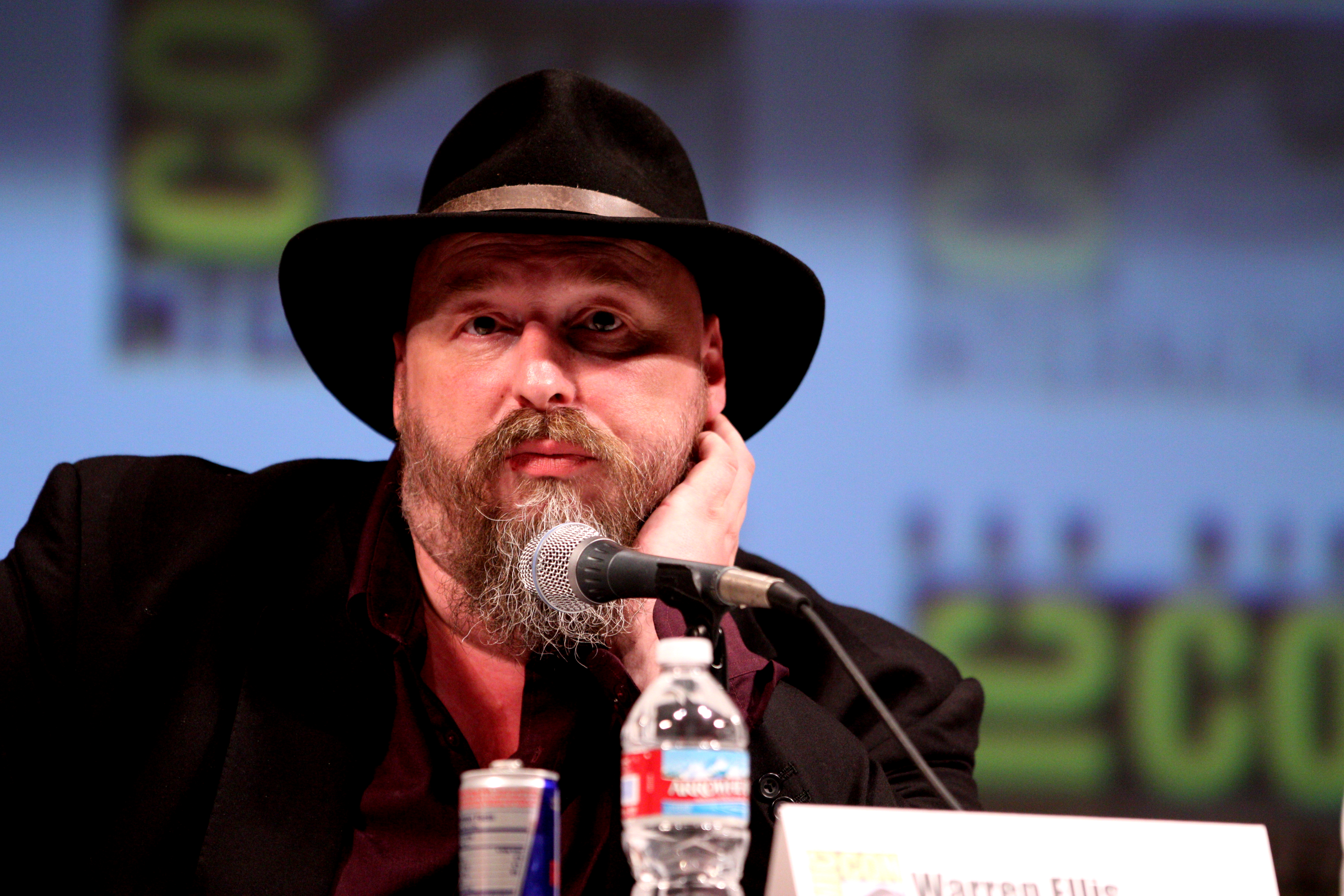
Autor Warren Ellis (2010)

Aber nicht nur rein inhaltlich folgt Planetary einem außergewöhnlichen Konzept.
Als eine Art Mystery-Reihe innerhalb des Superhelden-Genres ist die Planetary so etwas wie eine Archäologen/Detektiv/Einsatztruppen-Organisation, deren Protagonisten jedes Heft wieder im Mittelpunkt oder auch mal eher am Rande von eher kurzen Geschichten stehen, die ähnlich wie in der TV-Serie Akte X – Die unheimlichen Fälle des FBI Puzzelstücke für ein großes Ganzes bilden.
Dabei werden von den Machern der Comicreihe bewusst in jeder Ausgabe diverse Motive oder Charaktere aus der phantastischen Literatur und Filmgeschichte zitiert oder imitiert. So finden sich in den einzelnen Geschichten etwa auch Variationen von Comic-Figuren der großen Verlage DC Comics und Marvel ein (etwa die JLA oder die Fantastischen Vier), eine Geschichte spielt auf der Insel der japanischen Kult-Monsterfilme wie Godzilla, es gibt Verweise auf die Werke von Jules Verne, typische US-Grusel/SciFi-Filme der 50er oder den Kinoklassiker 2001 und andere. Dabei wird auch jedes Mal das von Ausgabe zu Ausgabe im Stil stark variierende Titelseiten-Motiv des jeweiligen Heftes an den Inhalt und dessen Einflüsse angelehnt.

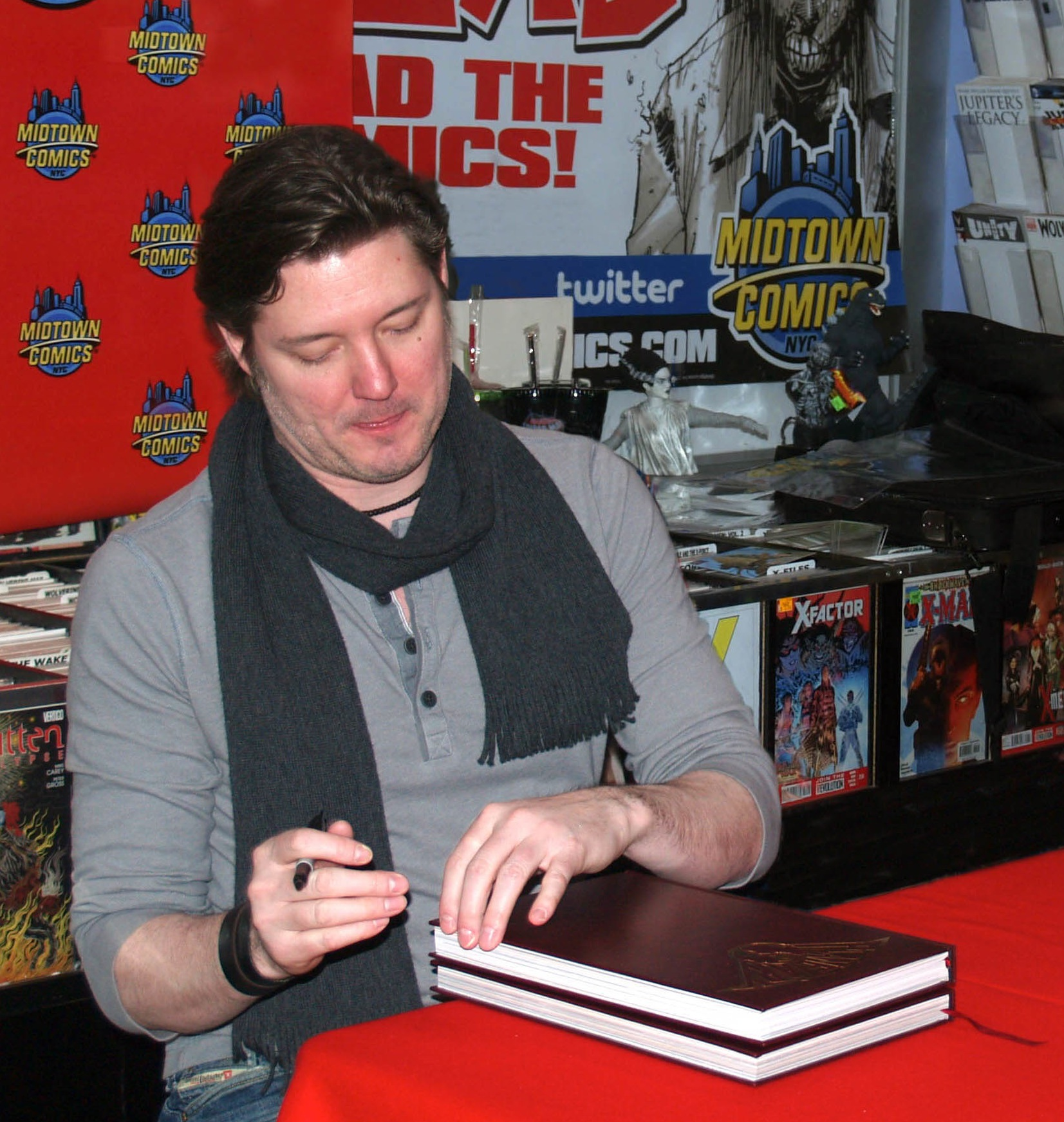
Zeichner John Cassaday (2015)

## Die Planetary
„Dies ist Planetary: Drei Menschen wandeln auf der Erde, um nach Merkwürdigkeiten und Wundern Ausschau zu halten. Sie bringen dabei Dinge ans Tageslicht, die besser unentdeckt geblieben wären. Es sind Archäologen des Unmöglichen die das tiefste Innerste der Erde ausweiden und dabei die geheimsten Grenzen einer fantastischen Welt kartieren. Dies ist Planetary.“

So beschreibt es der Autor Warren Ellis selbst in der Einführung, die jedem Heft vorangestellt ist.
Elijah Snow gründet die Planetary als Dokumentatoren seltsamer Ereignisse, als Chronisten des Sense of Wonder. Der Organisation stehen unbegrenzte finanzielle Mittel zur Verfügung. Das Feldteam ist auf der ganzen Welt unterwegs und wird durch feste Teams überall auf der Welt – die oftmals jahrelang auf sich gestellt sind – unterstützt. Zumeist beobachtet die Planetary nur, dokumentiert und sammelt Informationen, manchmal greift die Organisation jedoch auch aktiv ein.

## Die Protagonisten
- Elijah Snow

Elijah Snow ist der „Vierte Mann“, derjenige, der Planetary gegründet hat und für deren Finanzierung zuständig ist, wobei er über ein anscheinend unbegrenztes Vermögen verfügt. Er ist ein ganz besonderer Mensch. Geboren am 1. Januar 1900 gehört er zu einer Gruppe übermenschlicher Wesen, die – alle am 1. Januar 1900 geboren – eine Art Immunsystem der Welt darstellen. Die meisten dieser Menschen agieren im Hintergrund, nur selten – wie im Falle von Authority-Gründerin Jenny Sparks – treten diese Menschen hervor und ins Bewusstsein der Welt. Elijah Snows Fähigkeit ist, die Temperatur seiner Umgebung beeinflussen zu können. Er ist als Agent, Abenteurer und Forscher an vielen Brennpunkten der Geschichte des 20. Jahrhunderts zu finden. Allerdings an Begebenheiten, die Normalsterbliche eher selten mitbekommen. Als Endteenager geht er für fünf Jahre – bis zu dessen Tod – bei Sherlock Holmes in die Lehre. Er ist beseelt davon, Detektiv zu sein und Wunder zu ergründen. Im Jahr 1925 beginnt er damit ein jährliches Buch über die Dinge zu schreiben, die ihm widerfahren: der Planetare Führer. Dieses Buch wird zu einer Art Orientierungshilfe der Superwesen im Untergrund. Mit der Gründung der Planetary schafft sich Snow eine Basis für seine weitere Arbeit.
Zum ersten Mal begegnet ihm der Leser jedoch 1999 in einem Schnellimbiss irgendwo in der amerikanischen Wüste. Dort trifft er auf Jakita Wagner, die das Feldteam der Planetary leitet. Sie bittet Snow – der sich zu dem Zeitpunkt nicht mehr an die Planetary erinnern kann und auch sonst immense Erinnerungslücken hat – als dritter Mann Mitglied im Feldteam der Planetary zu werden. Snow nimmt an. Als Bedingung verlangt er, dass alle Berichte über ihn aus allen Archiven der Welt getilgt werden. Schnell merkt Snow, dass nicht alles mit rechten Dingen zugeht und ihm seine beiden Teamkollegen Informationen vorenthalten. Wer etwa ist der Finanzier der Planetary? Wer ist der ominöse Vierte Mann?
Snow kleidet sich gerne in weiße, teure Designeranzüge. Seine Haare sind weiß und seine Augen wirken wie Eissplitter.
- Jakita Wagner

Jakita Wagner macht den Eindruck, als wäre sie etwa Mitte bis Ende 20. Jedoch wurde sie 1934 als Tochter von Kevin Sack, dem Lord von Blackstock und Anaykah, einer Angehörigen der Opak-re, eines geheimnisvollen afrikanischen Volkes, geboren. Da eine Verbindung zwischen den Opak-re und Weißen verboten ist, muss Elijah Snow den Säugling aus dem Dschungel retten. Er bringt sie zur deutschen Familie Wagner, die ihr den Namen Jakita geben. Snow wird ihr Förderer und eine Art zweiter Vater.
Jakita wächst heran und entwickelt übermenschliche Fähigkeiten, was bei ihren Eltern nicht verwunderlich ist, immerhin ist ihr Vater einer der am 1. Januar 1900 geborenen Übermenschen. Sie ist sehr schnell, erreicht Geschwindigkeiten bis zu 80 km/h. Zudem verfügt sie über extrem scharfe Sinne. Sie kleidet sich bevorzugt in schwarze, enge Lederkostüme, die stark am Catwoman und Emma Peel erinnern. Ihre Haare trägt sie in Form eine Louise Brooks-Bobs. Sie verabscheut Langeweile und ist froh, wenn sie jemanden in den Allerwertesten treten kann. Als Snow (wieder) zum Team stößt, führt sie es zunächst an.
- Der Drummer

Der Drummer („Vorname Der, Nachname Drummer“) ist mit Anfang 20 das jüngste Mitglied des Teams. Er ist für das Beschaffen von Informationen zuständig. Dabei ist ihm seine Fähigkeit mit Computern und Technik aller Art kommunizieren zu können behilflich. Man könnte sagen, die Technik spricht mit und zu ihm. Anders als seine Teammitglieder stürzt sich der Drummer nicht in jedes Gefecht. Er agiert meist aus dem Hintergrund und ist ein eher ruhiger Typ. Seine ständigen Begleiter sind zwei Drumsticks. Er ist schon seit seinem 15. Lebensjahr bei der Planetary. Sicher hat auch er seine Geheimnisse, die jedoch bisher noch nicht aufgedeckt wurden.
Warren Ellis beschreibt seinen Stil so: „Sein Modegeschmack ist total für den Arsch. Ewan McGregor in einem Superheldenheft.“
- Ambrose Chase

Er ist das „fehlende“ Gruppenmitglied (um die vier Personen vollzählig zu machen) und ist unter bisher nicht genannten Umständen ums Leben gekommen.

## Die Geschichte

### Heft 1:Bis ans Ende der Welt
Alles beginnt damit, dass sich 1998 Jakita Wagner und Elija Snow in einem Diner mitten in der Wüste treffen. Snow hat hier die letzten Jahre verbracht. Er kann sich an viele Begebenheiten aus seiner Vergangenheit nicht mehr erinnern. Wagner macht ihm das Angebot, für eine Geheimorganisation, die Planetary, zu arbeiten. Er bekommt dafür bis an sein Lebensende, egal, wie lange er für die Organisation arbeitet, jährlich eine Million Dollar. Snow nimmt an, jedoch in erster Linie, weil ihm dafür zugesichert wird, dass alle Hinweise auf seine Person in allen Archiven und Datenbanken der Welt – auch in den geheimen – ausgelöscht werden.
Nachdem der etwas heruntergekommene Snow in einen ordentlichen Menschen verwandelt wurde, trifft er im Hauptquartier der Organisation auf den dritten Mann im Team (Snow: Drummer? Benutzen wir hier etwa Codenamen? Wie heißt du, Junge? – Drummer: Der Drummer. Vorname Der, Nachname Drummer). Ohne große Vorbereitung geht es auch schon zum ersten Auftrag. In den Adirondacks wurde in einem Bergmassiv bei Sondierungsarbeiten ein offensichtlich von Menschen erschaffener Hohlraum entdeckt, zu dem jedoch der Zugang nicht gefunden werden kann. Das Team findet den Zugang. Es stellt sich heraus, dass hier das Hauptquartier eines geheimen Bundes von Übermenschen aus den 1940er Jahren war. Zur Überraschung des Teams finden sie den Führer dieser Vereinigung, Doctor Axel Brass noch lebend vor. Er erzählt ihnen, dass er seit 1945 hier auf Rettung wartet.
Er erzählt ihnen von ihrem letzten Treffen, dass hier im Januar 1945 stattfand. Seit 1940 benutzen sie Computertechnologie. Jedoch haben sie nun eine mögliche neue Technik entwickelt, bei der ein Quantencomputer geschaffen wurde, der simultan rechnen kann, nicht seriell wie bei der bisherigen binären Technologie. Dieses dann erschaffene Quantenhirn könnte alle möglichen Realitäten in seine Berechnungen einbeziehen. Beim Einschalten des Computers entsteht eine Art virtuelles Abbild der Realität: Eine Schneeflocke im 196,833-Dimensionalen Raum. Jedes der Elemente dort rotiert und mit jeder Rotation werden neue Welten erschaffen und vergehen in rascher Folge. Es ist das Multiversum. Die Welt zu retten wäre jetzt eine Kleinigkeit. Nur haben sie eines nicht bedacht: In den geschaffenen Parallelwelten gibt es auch Leben. Und von einer dieser Erden, die kurz vor dem Untergang steht, werden sie von Überwesen angegriffen. Sie können den Angriff mit letzter Kraft abwehren, wobei alle außer Brass sterben.
Brass wird in ein Krankenhaus der Planetary verlegt und die Organisation ist von nun an im Besitz des Computers und neuen Wissens.

## Bemerkungen
Autor der ursprünglich auf 25 Hefte angelegten Maxiserie ist der Brite Warren Ellis. Er ergänzt hier seine bisherigen Arbeiten im Wildstorm-Universum StormWatch und The Authority mit einer gänzlich anderen Art Geschichte. Für die Zeichnungen und das Inking ist John Cassaday verantwortlich, der das Angebot Planetary zu zeichnen sofort annahm, da er auf der Suche nach genau solch einem Projekt war. Die meisten Hefte werden von der wichtigsten Coloristin des Wildstorm-Verlagen, Laura Depuy koloriert.
Die deutsche Lizenzausgabe der US-amerikanischen Hefte erschienen bis zur Nummer 21 beim Comicverlag m/g publishing. Dieser wurde jedoch 2005 insolvent. Weder der Nachfolgeverlag Infinity Paperwerk noch der Comicverlag Infinity Verlag, der die Serie ursprünglich fortführen wollte, bekamen die Lizenz zur Fortführung der Serie in Deutschland, da der Mutterverlag von Wildstorm, DC Comics, in Deutschland Lizenzen nur noch an die großen Verlage Panini, Ehapa oder Carlsen vergibt. Bis zum Ende von m/g publishing wurden die ersten 21 Hefte und ein Crossover mit The Authority herausgebracht. Auf positive Reaktionen stieß die Übersetzung von Christian Langhagen. Wie es mit Planetary in Deutschland weitergeht war lange Zeit fraglich. Panini veröffentlichte schließlich 2011 anlässlich der Comic Action in Essen die fehlenden Ausgaben # 22-27 in einem Band.
Ein sehr wichtiges Stilmittel und Erkennungsmerkmal der Reihe sind die Cover der Comics. Anders als es sonst üblich ist, wird jedes Cover individuell gestaltet. Spielt ein Heft in Japan, wird ein mangaartiger Stil verwendet, spielt ein Heft in Australien, erinnert das Heft an die Kunst der Aborigines, spielt ein Heft in Hongkong, erinnert das Covermotiv an ein Poster für einen Film aus Hongkong. Nicht nur das Covermotiv wird angepasst, auch der Schriftzug ist variabel und nie derselbe. Manchmal wird auch völlig darauf verzichtet. Der Wiedererkennungseffekt bei dieser Reihe soll darin liegen, dass die Cover so individuell sind, dass man sie automatisch Planetary zuordnet.